# Kusu

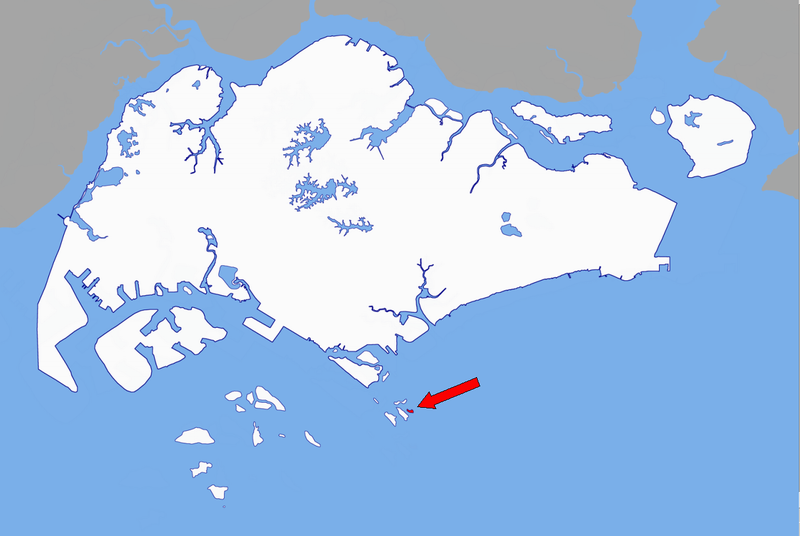
Położenie wyspy Kusu

Kusu – niewielka wyspa należąca do Singapuru, położona kilka kilometrów na południe od miasta. Znajduje się na niej chińska świątynia Tua Pek Konga i Guanyin, stanowiąca centrum corocznych pielgrzymek taoistów.